# Kljunorožci
Kljunorožci (znanstveno ime Bucerotiformes)  so red ptic, v katerega uvrščamo istoimensko družino in še nekaj manjših sorodnih družin ptic, med njimi smrdokavre.
Tradicionalno so jih zaradi podobnosti v telesni zgradbi uvrščali med vpijate, predvsem na račun sindaktilnih nog – razporeditve s tremi prsti naprej in enim nazaj, pri čemer sta drugi in tretji prst delno zraščena. Vendar pa so kasneje molekularne tehnike razkrile, da so se ločili od ostalih vpijatov že zelo zgodaj v geološki zgodovini. Izkazalo se je še, da so vpijatom bližje kot kljunorožci sorodni plezalci, zato bi morali po načelih sodobne taksonomije, ki zahteva naravne skupine (klade), tudi njih uvrstiti med vpijate. Namesto tega je Mednarodni ornitološki kongres sprejel konsenz o ločenih redovih.
Seznam družin:
- smrdokavre (Upupidae)
- drevesni vdabi (Phoeniculidae)
- Bucorvidae
- kljunorožci (Bucerotidae)